# Don Wert
Don Wert (Strasburg, Pennsylvania; 29 de julio de 1938 – Strasburg, Pennsylvania; 25 de agosto de 2024) fue un beisbolista estadounidense que jugó nueve temporadas con dos equipos en la MLB en la posición de tercera base, fue a un Juegos de Estrellas y ganó la Serie Mundial de 1968.

## Carrera
A nivel universitario jugó para los Franklin & Marshall Diplomats de Lancaster, Pennsylvania. Sería contratado por los Detroit Tigers como agente libre en 1958 y formó parte de sus ligas menores.
Llegaría oficialmente a la MLB en 1963 y sería el tercera base titular del equipo con 24 años, posición que ocupó hasta 1970. Nunca se distinguió como buen bateador, ya que Wert ganó fama como uno de los mejores tercera base defensivos. En 1965 Wert jugó los 162 partidos de temporada regular con los Tigers y lideró en la posición de tercera base en la American League en defensa con un promedio de .976, siendo la única ocasión en los años 1960 que alguien diferente a Brooks Robinson fuese el líder en esa estadística. También lideró al equipo con 159 hits, en porcentaje de embase con .341 y recibió 73 bases por bola, además de 12 cuadrangulares. Con su actuación en la temporada de 1965, Wert fue el primer ganador del "Tiger of the Year" por la Baseball Writers' Association of America de Detroit, y terminó en el puesto No. 10 en la American League en la votación por el título de JMV. Wert tuvo su mejor temporada ofensiva en 1966 donde su promedio de bateo fue de .268, porcentaje de embase de .342, 20 dobles, 11 cuadrangulares y 70 carreras impulsadas.
El 24 de junio de 1968 en un partido donde Jim Northrup conectó dos grand slams, Wert recibió un pelotazo en la cabeza por el lanzador Hal Kurtz de los Cleveland Indians. El lanzamiento tiró el casco de Wert. Salió del partido en camilla y pasó dos noches en el hospital, se perdió varios partidos y no volvió a ser el mismo bateador. En sus primeras cinco temporadas no tuvo un promedio de bateo inferior a .257, pero tras el incidente su promedio de bateo bajó a .200 en 1968, donde solo pegó  107 hits en 536 turnos al bat.
A pesar de tener un promedio de bateo tan bajo, Wert fue seleccionado al Juegos de Estrellas por el manager Dick Williams y reemplazó a Tom Seaver en la octava entrada, partido que terminó con derrota por 0-1. Wert conectaría un hit con Detroit para dar la victoria en la Serie Mundial de 1968 ante Dick Tracewski con dos outs en la parte alta de la novena entrada ante los St. Louis Cardinals, el cual dio la victoria a los Tigers por 4-1, y la victoria en la serie por 4-3.
El 15 de julio de 1969 con el entonces presidente Richard Nixon viendo el partido en Washington, Wert inició una jugada de triple play con un rodado de Ed Brinkman. El 9 de julio de 1970 Wert participó en una jugada rara con Dalton Jones que pegó un dentro del cuadro con las bases llenas. Lo que pudo ser un grand slam terminó en u sencillo de tres carreras, con Jones pasando a Wert entre primera y segunda base, Jones sería puesto out.
El 9 de octubre de 1970 los Tigers cambiaron a Wert junto a Denny McLain a los Washington Senators en un cambio de ocho jugadores que involucró a Ed Brinkman, Aurelio Rodríguez y Joe Coleman a los Tigers. Wert jugó 20 partidos con los Senators en 1971. Su promedio de bateo apenas fue de .050 (dos hits en 40 turnos al bat) y fue dejado en libertad el 24 de junio de 1971.
En sus nueve temporadas en la MLB, Wert jugó 1,100 partidos, su promedio de bateo fue de .242, conectó 929 hits, anotó 417 carreras, recibió 389 bases por bola, impulsó 366 carreras, pegó 129 dobles, y conectó 77 cuadrangulares. De esos partidos, Wert jugó 1,043 como tercera base, consiguió 914 outs, asistió 1,987 veces, y participó en 173 double plays.